# Ketovói járás
A Ketovói járás (oroszul Кетовский район) Oroszország egyik járása a Kurgani területen. Székhelye Ketovo.

## Népesség
- 1989-ben 53 248 lakosa volt.
- 2002-ben 56 488 lakosa volt.
- 2010-ben 55 427 lakosa volt, melyből 52 412 orosz, 542 ukrán, 416 tatár, 380 kazah, 251 csuvas, 150 fehérorosz, 139 német, 129 baskír, 100 örmény, 78 cigány, 78 mordvin, 69 udmurt, 48 moldáv, 47 azeri, 42 komi, 36 tazsik, 34 koreai, 30 lengyel, 30 üzbég, 26 grúz, 23 csecsen, 14 kirgiz, 14 tuva stb.